# District de Leiria
Le district de Leiria est un district du Portugal.
Avec une superficie de 3 517 km², il est le 13e en importance. Sa population se monte à 477 967 habitants (2006).
La capitale en est la ville éponyme de Leiria.
Le district comprend 16 municipalités :
- Alcobaça
- Alvaiázere
- Ansião
- Batalha
- Bombarral
- Caldas da Rainha
- Castanheira de Pêra
- Figueiró dos Vinhos
- Leiria
- Marinha Grande
- Nazaré
- Óbidos
- Pedrógão Grande
- Peniche
- Pombal
- Porto de Mós